# 竹蔗茅根水
又稱茅根竹蔗水。

## 材料
材料主要是竹蔗、茅根煲水煮成，並可選擇性加入冰糖或砂糖調味。如果在烹調竹蔗茅根水時，加入紅蘿蔔及馬蹄(別名：荸荠)等材料，便會成為一道夏季的消暑湯水。

## 效用
竹蔗、茅根和馬蹄等等食材，一般認為具有清熱下火、生津止渴的功效，但並不適合所有人的體質。

## 衍生產品
1980年代，有中國廠商開發了一種稱為「竹蔗茅根精」的粉劑，將竹蔗茅根水脫水成粒狀結晶，方便沖水飲用。
1990年代後期，香港有飲品廠商大量生產竹蔗茅根水，並裝瓶發售。這些預製的瓶裝竹蔗茅根水被包裝為健康飲品，在超級市場和便利店與汽水、果汁等其他軟飲料競爭。然而，這些包裝成健康飲料的瓶裝飲品，很多都有糖分過高的情況，常飲反不利健康。